# チェコ共和国 (1990年-1992年)

チェコ共和国
Česká republika (チェコ語)

国歌: Kde domov můj（チェコ語）
我が家何処や

チェコスロバキア共和国内のチェコの位置。赤色の部分がチェコ。

チェコ共和国（チェコきょうわこく、チェコ語:Česká republika）は、社会主義体制放棄後の1990年から1993年までチェコおよびスロバキア連邦共和国を構成していた共和国である。同国の分離（ビロード離婚）によって主権国家として独立した。